# NGC 2434
NGC 2434 est une galaxie elliptique située dans la constellation du Poisson volant. NGC 2434 a été découverte par l'astronome britannique John Herschel en 1834.

## Caractéristiques
Sa vitesse par rapport au fond diffus cosmologique est de 1 508 ± 28 km/s, ce qui correspond à une distance de Hubble de 22,3 ± 1,6 Mpc (∼72,7 millions d'al).
À ce jour, 16 mesures non basées sur le décalage vers le rouge (redshift) donnent une distance de 27,219 ± 13,240 Mpc (∼88,8 millions d'al), ce qui est à l'intérieur des valeurs de la distance de Hubble. Notons cependant que c'est avec la valeur moyenne des mesures indépendantes, lorsqu'elles existent, que la base de données NASA/IPAC calcule le diamètre d'une galaxie et qu'en conséquence le diamètre de NGC 2434 pourrait être d'environ 25,6 kpc (∼83 500 al) si on utilisait la distance de Hubble pour le calculer.

## Groupe de NGC 2442
NGC 2434 ainsi que les galaxies NGC 2397, NGC 2442 et PGC 20690 forment le groupe de NGC 2442.